# Болоньола
Болоньо̀ла (на италиански: Bolognola) е село и община в Централна Италия, провинция Мачерата, регион Марке. Разположено е на 1070 m надморска височина. Населението на общината е 176 души (към 2010 г.).